# Marc García Coté
Marc Garcia i Coté (Barcelona, 1980) és un actor de teatre, cinema i televisió.
Va estudiar primer a l'Institut del Teatre de la Diputació de Barcelona i després al Conservatoire National Supérieur d'Art Dramatique de París com a stagiaire étranger amb Nada Strancar, Cécile Garcia-Fogel, Caroline Marcadé i Claude Stratz, entre d'altres. També s'ha format en diferents cursos amb Stanislas Nordey, Declan Donnellan, Owen Horsely, Jean-Claude Berutti, Alexandre del Perugia i Nikolaj Karpov.
Des de 2012 viu entre París i Barcelona.
Com a actor ha treballat amb directors/es com Anne Monfort, Marta Gil i Polo, Pierre Notte, Yvette Vigatà, Emilià Carilla, José Sanchis Sinisterra, Chloé Dabert, Thomas Nucci, Oriol Broggi, Gerardo Vera, Magda Puyo, Carles Fernández, Jordi Prat i Coll, Simon Hatab, entre d'altres.
Es va fer conegut apareixent a la televisió. La seva aparició més coneguda es troba a la sèrie de Televisió de Catalunya Ventdelplà, on interpreta en Manel Estelrich. També ha aparegut a les sèrie La Riera com a Àxel Vendrell, el subxef de la fonda.
En cinema se l'ha pogut veure a Barcelona nit d'estiu o a Tots els camins de Déu.
Com a autor ha escrit: Niu, obra de teatre publicada per Arola Editors (2015) i El tret, novel·la publicada per Edicions Les tremendes (2018).

## Cinema
- El sexo de los ángeles (2011)
- Barcelona nit d'estiu (2013)
- Tots els camins de Déu (2014)

## Televisió
- Majoria absoluta (2003)
- Ventdelplà (2005-2010)
- Ermessenda (2011)
- Cites (2015)
- La Riera (2018-2019)